# Rugbyclub the Black Panthers
Rugbyclub the Black Panthers is een rugbyclub in Meppel (Drenthe)

## Geschiedenis van de club
Rugbyclub the Black Panthers is op 22 september 2021 opgericht in Meppel door een groep enthousiaste dames. Het bestuur van de club bestaat volledig uit vrouwen. De club bestaat uit een damesteam en verschillende jeugdteams. De club is begonnen op het terrein van MSC in Meppel. Dit seizoen speelt en traint The Black Panthers op het eigen veld op Sportpark Koedijkslanden. Hierbij mogen zij gebruik maken van de kantine en kleedkamers van de naastgelegen Honk- en Softbalvereniging Blue Devils.

## Competitie
In september 2022 is het damesteam begonnen aan de competitie van Rugby Nederland, in de 3e klasse. De club speelt hierin samen met de dames Rugbyclub Sneek als The Black Sneeks.
The Black Sneeks zijn als 5e geëindigd in de competitie 2022-2023.
In seizoen 2023-2024 speelt de club opnieuw samen met de Sneeks. Dit seizoen is de club uit Meppel hofleverancier van het clusterteam. De club gaat als als winterkampioen de winterstop in, en eindigt de competitie uiteindelijk als 4e. 
Na seizoen 2023-2024 eindigde het cluster The Black Sneeks. Met ingang van seizoen 2024-2025 speelt the Black Panthers voor het eerst als zelfstandig team. De club speelt haar thuiswedstrijden op Sportpark Koedijkslanden. 
De club heeft ook een groeiend aantal jeugdleden, Turven, Benjamins en Mini's, die spelen in de competities van Noord Nederland.